# ニベルカ・マルテ
ニベルカ・マルテ（Niverka Marte、1990年10月19日 - ）は、ドミニカ共和国の女子バレーボール選手。ドミニカ共和国代表。

## 来歴
サントドミンゴ出身。ジュニアの代表として、2006年の北中米選手権に出場した。2008年、ドミニカ共和国代表に初選出される。同年のパンアメリカンカップでは金メダルを獲得した。
2009年より本格的に代表でプレーし、同年の北中米選手権で初優勝を果たした。グラチャンでは初出場ながら銅メダルを獲得した。2010年の世界選手権、2011年のワールドカップにも出場した。
2012年、ロンドンオリンピックに出場した。2013年より代表チームで正セッターを務める機会が増え、モントルーバレーマスターズでは銅メダルを、2014年のパンアメリカンカップで金メダルを獲得した。
2014年の世界選手権では最高順位となる5位入賞を果たし、2015年のワールドカップで大会のベストセッター賞を受賞した。

## 球歴
- オリンピック - 2012年、2021年、2024年
- 世界選手権 - 2010年、2014年、2018年
- ワールドカップ - 2011年、2015年、2019年
- ワールドグランプリ - 2009年、2010年、2011年、2012年、2013年、2014年、2016年、2017年
- ネーションズリーグ - 2018年、2019年、2021年
- ワールドグランドチャンピオンズカップ - 2009年、2013年
- 北中米選手権 - 2009年、2011年、2013年、2015年、2017年、2019年

## 所属クラブ
- Deportivo Nacional（2004年）
- Modeca（2005年）
- Mirador（2006年）
- Aviación（2006年）
- Deportivo Nacional（2007-2008年）
- Distrito Nacional（2008-2010年）
- Mirador（2010-2011年）
- イトゥサチ・バクー（2012-2013年）
- Mirador VC（2014-2015年）
- Le Cannet VB（2015-2016年）
- Deportivo Nacional（2016-2017年）
- CV Deportivo Géminis（2017-2018年）
- Guerreras VC（2018-2019年）
- Kale 1957 SK（2019-2020年）
- Guerreras VC（2021-2022年）
- Jakarta Pertamina Fastron（2021-2022年）
- Jakarta Popsivo Polwan（2022-2023年）

## 受賞歴
- 2014年 - 中央アメリカ・カリブ海ゲームズ ベストセッター賞
- 2015年 - ワールドカップ ベストセッター賞[2]
- 2015年 - 北中米選手権 ベストセッター賞